# Motaz Hawsawi
Motaz Hawsawi (ur. 17 lutego 1992 w Dżuddzie) – saudyjski piłkarz grający na pozycji środkowego obrońcy w klubie Al-Ahli Dżudda, którego jest wychowankiem.
Reprezentant swojego kraju. Znalazł się w kadrze na Mistrzostwa Świata 2018, które Arabia Saudyjska skończyła na fazie grupowej.